# Tabellverket
Tabellverket, "Szwedzkie Biuro Tabel" – powstało w 1749 roku w Szwecji, pierwsza instytucja dokonująca nowoczesnych pomiarów statystycznych i demograficznych. Była to pierwsza tego typu instytucja na świecie. Założył ją król Fryderyk I Heski.